# Guildhall (Vermont)
Pour les articles homonymes, voir Guildhall.
La ville de Guildhall est le siège du comté d'Essex, situé dans l’État du Vermont, aux États-Unis. Sa population s’élevait à 261 habitants lors du recensement de 2010.

## Démographie
| Groupe            | Guildhall | Vermont | États-Unis |
| ----------------- | --------- | ------- | ---------- |
| Blancs            | 99,2      | 95,3    | 72,4       |
| Autres            | 0,8       | 4,7     | 27,6       |
| Total             | 100       | 100     | 100        |
|                   |           |         |            |
| Latino-Américains | 1,1       | 1,5     | 17,37      |

Selon l'American Community Survey, pour la période 2011-2015, 96,70 % de la population âgée de plus de 5 ans déclare parler l'anglais à la maison, 2,36 % l'espagnol et 0,94 % le français.

## Source
- (en) Cet article est partiellement ou en totalité issu de l’article de Wikipédia en anglais intitulé « Guildhall, Vermont » (voir la liste des auteurs).

1. ↑  (en) « Race and Hispanic or Latino: 2010 - State -- Place and (in selected states) County Subdivision », sur factfinder.census.gov (consulté le 26 mars 2018).
2. ↑  (en) « Language spoken at home by ability to speak English for the population 5 years and over », sur factfinder.census.gov.